# فرنسيس لافي
فرنسيس لافي (بالإنجليزية: Francis Levy)‏ (12 مارس 1948، نيويورك في الولايات المتحدة)؛ روائي أمريكي.